# Ischnoptera atrata
Ischnoptera atrata är en kackerlacksart som beskrevs av Morgan Hebard 1916. Ischnoptera atrata ingår i släktet Ischnoptera och familjen småkackerlackor. Inga underarter finns listade i Catalogue of Life.